# Diocesi di Abbir Germaniciana
La diocesi di Abbir Germaniciana (in latino Dioecesis Abbiritana Germanicianorum) è una sede soppressa e sede titolare della Chiesa cattolica.

## Storia
Abbir Germaniciana è un'antica città romana che sorgeva nella provincia romana dell'Africa Proconsolare, nella regione corrispondente inizialmente al territorio adiacente a Cartagine che si estese successivamente, a spese del regno di Numidia, lungo le coste del Maghreb, comprendendo i territori occupati oggi dalla Tunisia a esclusione della sua parte desertica. Il sito archeologico non è ancora stato identificato. La diocesi era suffraganea dell'arcidiocesi di Cartagine.
Si conosce l'esistenza, verso la metà del III secolo, del vescovo Successus, a cui san Cipriano scrive per rafforzarne la fede; prese parte al concilio di Cartagine convocato da san Cipriano per discutere la questione dei lapsi. Secondo la tradizione Successus sarebbe morto martire nel 259 e nel martirologio geronimiano è ricordato alla data del 19 gennaio. Morcelli attribuisce a questa sede altri due vescovi: Annibonio, che partecipò, per parte cattolica, alla conferenza di Cartagine del 411, che vide riuniti assieme i vescovi cattolici e donatisti dell'Africa; e Candido, che assistette al concilio di Cartagine del 419.
Gli studi di Mesnage e di Audollent attribuiscono a questa sede altri due vescovi, che Morcelli colloca invece nella sede di Abbir Maggiore: Felice, che fu tra i prelati cattolici convocati a Cartagine dal re vandalo Unerico nel 484; e Adeodato, che partecipò al concilio antimonotelita di Cartagine del 646.
Dal 1933 Abbir Germaniciana è annoverata tra le sedi vescovili titolari della Chiesa cattolica; dal 16 aprile 2019 il vescovo titolare è Gerhard Schneider, vescovo ausiliare di Rottenburg-Stoccarda.

## Cronotassi

### Vescovi
- Successus † (prima del 256 - 259 deceduto)
- Annibonio † (menzionato nel 411)
- Candido † (menzionato nel 419)
- Felice † (menzionato nel 484)
- Adeodato † (menzionato nel 646)

### Vescovi titolari
- Paul Bouque, S.C.I. † (16 giugno 1964 - 11 agosto 1976 dimesso)
- Aloísio Sinésio Bohn † (27 giugno 1977 - 13 febbraio 1980 nominato vescovo di Novo Hamburgo)
- Hermann Josef Spital † (15 ottobre 1980 - 24 febbraio 1981 nominato vescovo di Treviri)
- Leo Schwarz † (4 gennaio 1982 - 26 novembre 2018 deceduto)
- Gerhard Schneider, dal 16 aprile 2019